# Long Snapper

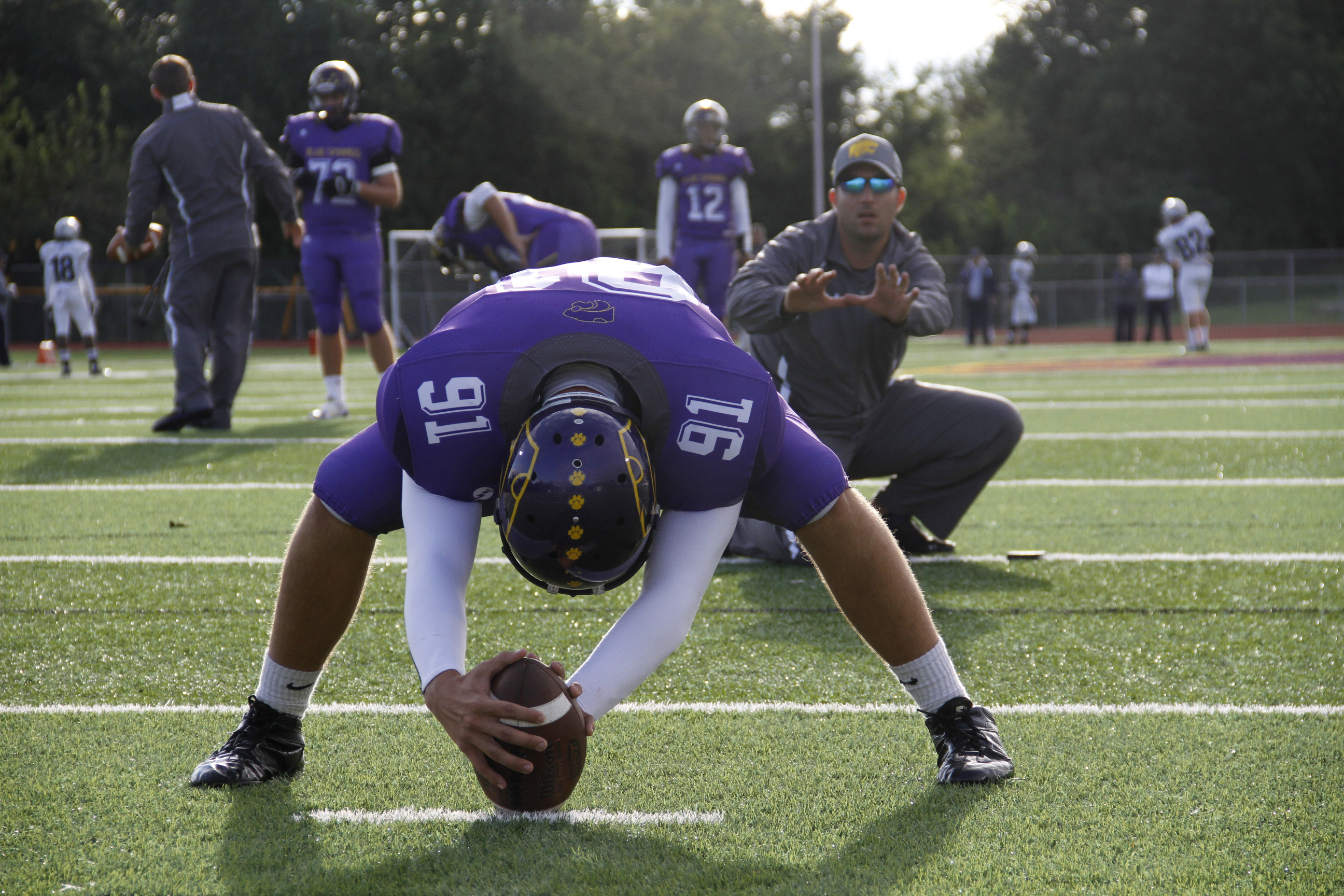
Long Snapper beim Training

Der Long Snapper (LS), auch Deep Snapper (DS), ist eine Position in den Special Teams beim American Football und Canadian Football. Seine Aufgabe ist das Ausführen von Long Snaps.
Seine Aufgabe ähnelt dem des Centers, jedoch ist der Snap weitaus länger. Bei Field Goals und Point after Touchdowns beträgt die Distanz etwa acht Yards und bei Punts etwa 15 Yards. Dennoch geschieht auch dieser Snap durch die Beine. Aufgrund der anderen technischen Ausführung als der Standardsnap wird er jedoch nur selten vom etatmäßigen Center ausgeführt und stattdessen ein sich ausschließlich auf diese Position spezialisierter Spieler eingesetzt. Historisch waren Long Snapper meist Center, Linebacker oder Tight Ends, jedoch hat sich der Anspruch an die körperliche Verfassung so weit geändert, dass dies mittlerweile nicht mehr praktiziert wird.
Long Snapper sollten präzise und schnell snappen können, der Snap sollte zwischen 0,7 und 0,8 Sekunden dauern. Zudem sollten sie gut blocken können, damit die Punts und Field Goals auch erfolgreich sind. Long Snapper zählen im Profibereich zu den geringer bezahlten Positionen. Sie werden von Zuschauern meist nicht wahrgenommen und wenn, dann meist nur aufgrund eines Fehlers. In der National Football League betrugen 2013 die durchschnittlichen Körpermaße für Long Snapper eine Körpergröße von 1,90 m und ein Gewicht von 111,5 kg. Damit sind sie schwer genug, um vernünftig blocken zu können, aber auch leicht genug, um bei Punts zu sprinten, um den gegnerischen Punt Returner zu attackieren.
Wichtige Eigenschaften eines Long Snappers sind eine bewegliche Hüfte, große Bewegungsfreiheit in den Schultern und eine hohe Griffstärke.
Die meisten Mannschaften haben in der Regel keinen Ersatzspieler für ihren Long Snapper. Aus diesem Grund ist eine Verletzung während eines Spiels sehr schlecht. Aufgrund ihrer hohen Spezialisierung werden teilweise verletzte Long Snapper anderen gesunden Spielern vorgezogen.